# Briggs (Oklahoma)
Pour les articles homonymes, voir Briggs.
Briggs est une census-designated place du comté de Cherokee, dans l'État d'Oklahoma, aux États-Unis,. En 2020, elle compte une population de 1 028 habitants.